# Киль, Джон
Джон Алва Киль (англ. John Alva Keel, 25 марта 1930 г. Нью-Йорк — 3 июля 2009 г., там же) — американский журналист, работавший в области мистики и уфологии. Именно Киль ввёл популярный в среде уфологов и в массовой культуре термин «Люди в чёрном» (англ. Men in Black).

## Биография и деятельность
Впервые опубликовался в возрасте 12 лет в провинциальном журнале, посвящённом магии, в дальнейшем работал сценаристом на радио и телевидении, в качестве фрилансера публиковался в различных газетах. Во время Корейской войны служил в американской военной информационной службе (American Forces Network) в Германии (Франкфурт-на-Майне). После увольнения из рядов вооружённых сил работал на радио иностранным корреспондентом во Франции, Германии, Италии и Египте. Член Гильдии сценаристов, написал сценарии ряда сериалов, например, «Напряги извилины», «Затерянные в космосе» (1965—1968).
Первая статья в области уфологии вышла в 1945 г., хотя по собственному признанию, Киль впервые лично наблюдал НЛО в 1954 г. В 1957 г. вышла его первая книга Jadoo, посвящённая индийским йогам, их предполагавшимся паранормальным способностям, а также йети. В 1966 г. он познакомился с уфологами Иваном Сандерсом и Эме Мишелем, и стал последователем Чарльза Форта. В 1967 г. в статье для мужского журнала «Сага» он впервые ввёл термин «Люди в чёрном». Известность пришла к нему только после публикации книги «НЛО: Операция „Троянский конь“» (англ. UFOs: Operation Trojan Horse) в 1970 г. Киль в своём журналистском расследовании решительно отверг инопланетную версию НЛО, заявив, что НЛО является сложным феноменом, отражённым в мистических и религиозных представлениях человечества (см. Ж. Валле). Кроме того, он смог применить на американском материале теории Эме Мишеля. Книга создала ему скандальную славу, хотя Киль не считал себя профессиональным уфологом. На одном из уфологических конвентов, в 1971 г. Киль был удостоен титула «Уфолог года». 13 апреля 2006 г. его поразил инфаркт, однако он был успешно прооперирован. Скончался в Нью-Йорке.